# Shio Fujii
Shio Fujii (født 27. marts 1985) er en kvindelig japansk håndboldspiller som spiller for Mie Violet’Iris og Japans kvindehåndboldlandshold.
Hun repræsenterede Japan, da hun var blandt de udvalgte i landstræner Ulrik Kirkelys endelige trup ved Sommer-OL 2020 i Tokyo, hvor holdet endte på en samlet 12. plads. Hun deltog også ved VM 2009 i Kina, VM 2011 i Brasilien, VM 2013 i Serbien og VM 2015 i Danmark.